# Caroline Brinkmann
Caroline Brinkmann (* 1989 in New York) ist eine deutsche Autorin und Ärztin. Sie veröffentlicht Bücher für junge Erwachsene.

## Biographie
Brinkmann studierte Humanmedizin und ist neben dem Schreiben als Ärztin tätig.
Brinkmann sagt von sich selbst, dass mit dem Schreiben ein Traum für sie in Erfüllung gegangen sei. Zitat: „In meinen Geschichten zu versinken und mich darin zu verlieren, ist einfach die schönste Beschäftigung der Welt.“
Mit Anekdoten aus einem fiktiven WG-Leben, auch als Dirks Diary bekannt, erlangte sie viel Aufmerksamkeit in den sozialen Netzwerken. Eine an die Anekdoten angelehnte Geschichte wurde unter dem Titel Ein Einhorn für alle Fälle beim Ullstein Verlag veröffentlicht und 2018 auf der Frankfurter Buchmesse mit dem Skoutz-Award in der Kategorie „Humor“ ausgezeichnet. Später wurde die Idee neu überarbeitet und erschien 2022 neu unter dem Titel Zimmer gesucht, Liebe gefunden bei der Dtv Verlagsgesellschaft. Das Hörbuch erschien beim Argon Verlag.
Ebenfalls bekannt ist Brinkmann für ihre New Adult Bücher, die oft eine Mischung aus Thriller und Romantasy-Elementen beinhalten und sich mit gesellschaftskritischen Themen beschäftigen. Bekannt ist da unter anderem das Buch Die Clans von Tokito, welches zunächst als Einzelband erschien. Auf den Wunsch zahlreicher Fans erscheint 2024 ein weiterer Teil aus dem Tokito-Universum, der sich mit den gleichen Charakteren beschäftigt. Ihre Buchreihe Red Umbrella Society ist ebenfalls aus dem Genre Fantasythriller. 

## Publikationen

### Einzelbände
- Zimmer gesucht, Liebe gefunden – Emmas Disaster Diary, Dtv Verlagsgesellschaft 2022, ISBN 978-3-423-22015-6
- Chaos Witches – Die falsche Auserwählte, Dtv Verlagsgesellschaft 2024, ISBN 978-3-423-44406-4

### Rain und Lark Reihe
- Die Perfekten, Bastei Lübbe 2017, ISBN 978-3-8466-0049-8
- Die Vereinten, Bastei Lübbe 2018, ISBN 978-3-8466-0067-2

### Die Flüsterchroniken
- Aurora – Das Flüstern der Schatten, CBT Verlag 2022, ISBN 978-3-570-31479-1
- Laurelin – Das Flüstern des Lichts, CBT Verlag 2023, ISBN 978-3-570-31533-0

### Tokito-Reihe
- Die Clans von Tokito – Lotus und Tiger, Dtv Verlagsgesellschaft 2021, ISBN 978-3-423-76319-6
- Der Kampf um Tokito – Der Aufstieg des Schmetterlings, 2024, ISBN 3-911244-04-5

### Red Umbrella Society
- Red Umbrella Society – Der Kuss des Schmetterlings, CBT Verlag, 2024,  ISBN 3-570-31573-8
- Red Umbrella Society – Der Biss der Schlange, CBT Verlag 2024, ISBN 3-570-31653-X

## Auszeichnungen
- „Beste Deutschsprachige Debütautorin“, 1. Platz bei LovelyBooks (2014)
- Nominiert für den Deutschen Phantastik Preis (2017) in der Kategorie „Beste Buchserie“
- Gewinnerin des Skoutz-Awards (2018) in der Kategorie „Humor“
- 1. Platz Phantastik-Bestenliste April 2021 und Phantastin-Bestenliste Mai 2021[10]